# 白峯神宮
白峯神宮（しらみねじんぐう）是位在日本京都府京都市上京區的神社。舊社格為官幣大社（現神社本廳的別表神社）。祭祀歿於配流之地的崇德天皇・淳仁天皇。舊名白峯宮。
白峯神宮的社地是蹴鞠的宗家，公家・飛鳥井家屋敷之跡地。攝社的地主社精大明神是蹴鞠的守護神，現在被視為足球等各種球技及運動的守護神。

## 關連項目
- 白峰宮 - 香川縣坂出市鎮座。

## 外部連結
- 白峯神宮 （页面存档备份，存于）

35°01′49″N 135°45′11″E / 35.0303°N 135.753°E